# Charanyca paradoxa
Charanyca paradoxa là một loài bướm đêm trong họ Noctuidae.